# Davide Morosinotto
Davide Morosinotto (ur. w 1980 w Camposampiero) – włoski pisarz, tłumacz i dziennikarz, autor licznych powieści dla dzieci i młodzieży.

## Życiorys
Davide Morosinotto urodził się w 1980 Camposampiero, niedaleko Padwy, a dorastał w pobliskim miasteczku Este. Studiował na Uniwersytecie w Bolonii na kierunku „Komunikacja społeczna”, gdzie obronił pracę magisterską z zakresu semiotyki poświęconą twórczości amerykańskiego pisarza, Philipa Kindreda Dicka.

## Twórczość
W 1997 Morosinotto znalazł się w piątce finalistów włoskiej nagrody literackiej, Premio Campiello Giovani (opowiadanie L’amico del figlio), zaś w 2004 został finalistą Premio Urania (powieść Perfino la morte). Otrzymał nagrodę Mondadori Junior Award za powieść La corsa della bilancia.
Jego dorobek obejmuje ponad 30 powieści, między innymi: La notte dei biplani (2011), Maydala Express (z Pierdomenico Baccalariem, 2011), Il libero regno dei ragazzi (2011), La scuola viaggiante (2013), La sfolgorante luce di due stelle rosse: il caso dei quaderni di Viktor e Nadya (2017), THE GAME (z Lucią Vaccarino, 2018), Voi (2019), Il fiore perduto dello sciamano di K. (2019). Książki Morosinotta zostały przetłumaczone na kilkanaście języków.
W 2016 nakładem wydawnictwa Mondadori ukazała się jego powieść Renomowany Katalog Walker & Dawn (Il Rinomato Catalogo Walker & Dawn), która zdobyła kilka nagród, m.in.: „Premio Frignano Ragazzi 2016", „Premio Gigante delle Langhe 2017" oraz „Premio Andersen 2017" w kategorii „Najlepsza książka dla dzieci powyżej 12 lat”.
Książki Morosinotta ukazują się także pod różnymi pseudonimami (Jeremy Belpois, David Carlyle, Jonathan Spock, Amelia Drake) i nierzadko powstają we współpracy z innymi włoskimi pisarzami, takimi jak Pierdomenico Baccalario czy Alessandro Gatti. Autor współpracuje z najważniejszymi włoskimi wydawcami, takimi jak Mondadori, Piemme, Fanucci czy Edizioni EL.
Morosinotto jest też autorem serii powieści: Code Lyoko (pod pseudonimem „Jeremy Belpois”), Skyland (pod pseudonimem „David Carlyle”), Le tre principesse, Dentiere spaziali (z Pierdomenico Baccalariem i Sarą Rossi pod wspólnym pseudonimem „Jonathan Spock”), Le repubbliche aeronautiche, Misteri coi baffi (z Alessandro Gattim), I Classicini, The Academy (z Pierdomenico Baccalariem pod wspólnym pseudonimem „Amelia Drake”) oraz Nemo.
W 2016 wraz z Teo Benedettim Morosinotto opublikował Cyberbulli al tappeto, podręcznik poświęcony prawidłowemu korzystania z portali społecznościowych, którego celem jest zapobieganie zjawisku cyberprzemocy.

## Publikacje

### Powieści
- La corsa della bilancia (2009);
- La notte dei biplani (2011);
- Maydala Express (z Pierdomenico Baccalariem, 2011);
- Il libero regno dei ragazzi (2011);
- La scuola viaggiante (2013);
- Il Rinomato Catalogo Walker&Dawn (2016)
- La sfolgorante luce di due stelle rosse: il caso dei quaderni di Viktor e Nadya (2017);
- THE GAME (z Lucią Vaccarino, 2018);
- Voi (2019);
- Il fiore perduto dello sciamano di K. (2019).

### Serie powieści
- Le tre principesse;
- Le repubbliche aeronautiche;
- Misteri coi baffi (z Alessandro Gattim);
- I Classicini;
- Nemo.

### Publikacje pod pseudonimem - serie powieści
- Code Lyoko (pod pseudonimem „Jeremy Belpois”);
- Skyland (pod pseudonimem „David Carlyle”);
- Dentiere spaziali (z Pierdomenico Baccalariem i Sarą Rossi pod wspólnym pseudonimem „Jonathan Spock”);
- The Academy (z Pierdomenico Baccalariem pod wspólnym pseudonimem „Amelia Drake”).

### Non-fiction
- Cyberbulli al tappeto (z Teo Benedettim, 2016);
- Marie Curie. La signora dell'atomo (2017).

## Polskie przekłady
- Lucia Vaccarino, Davide Morosinotto, The Game, tłum. Monika Motkowicz, Akapit Press 2020, ISBN 978-83-66106-47-5.
- Davide Morosinotto, Renomowany Katalog Walker & Dawn (Il Rinomato Catalogo Walker & Dawn), tłum. Ewa Nicewicz-Staszowska, Wydawnictwo Dwie Siostry, 2019, ISBN 978-83-8150-017-3.
- Jeremy Belpois, Bezimienne miasto (Città senza nome), tłum. Anna Horeczy, Wydawnictwo Olesiejuk 2011, ISBN 978-83-7708-048-1.
- Jeremy Belpois, Podziemny zamek (Il castello sotterraneo), tłum. Anna Horeczy, Wydawnictwo Olesiejuk 2010, ISBN 978-83-7708-047-4